# Костянтинівська сільська рада (Смілянський район)
Костянти́нівська сільська́ ра́да — адміністративно-територіальна одиниця та орган місцевого самоврядування у Смілянському районі Черкаської області. Адміністративний центр — село Костянтинівка.

## Загальні відомості
- Населення ради: 5 822 особи (станом на 2001 рік)

## Населені пункти
Сільській раді були підпорядковані населені пункти:
- с. Костянтинівка
- с. Будки
- с. Плоске

## Склад ради
Рада складалася з 30 депутатів та голови.
- Голова ради: Шульга Олексій Миколайович
- Секретар ради: Чмут Тетяна Іванівна

### Керівний склад попередніх скликань
| Прізвище, ім'я, по батькові | Основні відомості                      | Дата обрання | Дата звільнення |
| --------------------------- | -------------------------------------- | ------------ | --------------- |
| Клименко Павло Іванович     | Сільський голова, 1948 року народження | 26.03.2006   | 31.10.2010      |

Примітка: таблиця складена за даними сайту Верховної Ради України

### Депутати
За результатами місцевих виборів 2010 року депутатами ради стали:

#### За суб'єктами висування
| Суб'єкт висування           | Кількість обраних депутатів | %    |
| --------------------------- | --------------------------- | ---- |
| Самовисування               | 26                          | 86,7 |
| Комуністична партія України | 3                           | 10   |
| Єдиний Центр                | 1                           | 3,3  |

#### За округами
| № округу                    | Прізвище, ім'я, по батькові     | Дата визнання обраним | Освіта             | Партійна приналежність | Відомості про обраного депутата                                                                  |
| --------------------------- | ------------------------------- | --------------------- | ------------------ | ---------------------- | ------------------------------------------------------------------------------------------------ |
| Єдиний Центр                |                                 |                       |                    |                        |                                                                                                  |
| 25                          | Островерха Ірина Олексіївна     | 04.11.2010            | середня            | позапартійна           | ТОВ КФ «Меркурій», карамельник                                                                   |
| Комуністична партія України |                                 |                       |                    |                        |                                                                                                  |
| 17                          | Манолій Наталія Миколаївна      | 04.11.2010            | вища               | позапартійна           | приватний підприємець                                                                            |
| 28                          | Биченко Яків Іванович           | 04.11.2010            | середня спеціальна | позапартійний          | АТП 17128, водій                                                                                 |
| 30                          | Петрушевець Лариса Василівна    | 04.11.2010            | вища               | позапартійна           | загальноосвітня школа № 2 м. Сміла, вчитель                                                      |
| Самовисування               |                                 |                       |                    |                        |                                                                                                  |
| 1                           | Фініва Наталія Василівна        | 04.11.2010            | середня            | позапартійна           | тимчасово не працює                                                                              |
| 2                           | Артеменко Андрій Володимирович  | 04.11.2010            | вища               | позапартійний          | тимчасово не працює                                                                              |
| 3                           | Мірошник Світлана Дмитрівна     | 04.11.2010            | середня            | позапартійна           | тимчасово не працює                                                                              |
| 4                           | Чмут Тетяна Іванівна            | 04.11.2010            | вища               | позапартійна           | Костянтинівська сільська рада, спеціаліст                                                        |
| 5                           | Громовий Андрій Анатолійович    | 04.11.2010            | вища               | позапартійний          | Костянтинівська загальноосвітня школа, вчитель                                                   |
| 6                           | Ніколаєнко Ганна Петрівна       | 04.11.2010            | середня спеціальна | позапартійна           | Костянтинівська сільська рада, бухгалтер                                                         |
| 7                           | Сташенкова Леся Михайлівна      | 04.11.2010            | середня            | позапартійна           | Костянтинівська сільська рада, касир зі збору податків                                           |
| 8                           | Сириця Світлана Миколаївна      | 04.11.2010            | середня спеціальна | позапартійна           | Костянтинівська сільська рада, землевпорядник                                                    |
| 9                           | Борщ Ольга Петрівна             | 04.11.2010            | вища               | позапартійна           | Костянтинівська сільська рада, секретар                                                          |
| 10                          | Глуховська Тамара Олександрівна | 04.11.2010            | середня спеціальна | позапартійна           | Смілянська міська лікарня, медична сестра                                                        |
| 11                          | Руденко Наталія Леонідівна      | 04.11.2010            | середня спеціальна | позапартійна           | фельдшерсько-акушерський пункт с. Будки, завідувачка                                             |
| 12                          | Лисенко Олександр Володимирович | 04.11.2010            | вища               | позапартійний          | Фінансове управління РДА, начальник                                                              |
| 13                          | Кушнір Наталія Миколаївна       | 04.11.2010            | середня спеціальна | позапартійна           | Костянтинівська сільська рада, бухгалтер                                                         |
| 14                          | Діхтяр Олена Володимирівна      | 04.11.2010            | вища               | позапартійна           | Костянтинівська загальноосвітня школа, заступник директора                                       |
| 15                          | Стасій Алла Анатоліївна         | 04.11.2010            | середня спеціальна | позапартійна           | Будківська сільська бібліотека, завідувачка                                                      |
| 16                          | Карпань Людмила Вікторівна      | 04.11.2010            | вища               | позапартійна           | приватний підприємець                                                                            |
| 18                          | Мачуська Наталія Миколаївна     | 04.11.2010            | вища               | позапартійна           | Будківський дошкільний навчальний заклад, завідувачка                                            |
| 19                          | Дмитренко Валентин Миколайович  | 04.11.2010            | вища               | позапартійний          | ДП Удрводшлях, електротехнік                                                                     |
| 20                          | Гавриленко Олександр Іванович   | 04.11.2010            | середня            | позапартійний          | Смілянське товариство мисливців та рибалок, старший єгер                                         |
| 21                          | Науменко Олександр Іванович     | 04.11.2010            | середня            | позапартійний          | тимчасово не працює                                                                              |
| 22                          | Гончаренко Людмила Миколаївна   | 04.11.2010            | вища               | позапартійна           | Управління праці та соціального захисту населення Смілянського міськвиконкому, начальник відділу |
| 23                          | Лиховид Галина Олександрівна    | 04.11.2010            | середня            | позапартійна           | СТОВ «Лан»                                                                                       |
| 24                          | Литвин Микола Олександрович     | 04.11.2010            | вища               | позапартійний          | Управління Смілянської міської лікарні Держветмедицини, начальник управління                     |
| 26                          | Давиденко Ярослав Григорович    | 04.11.2010            | вища               | позапартійний          | ВАТ Сміла Цукрокомбінат, машиніст ДВЗ                                                            |
| 27                          | Бебик Лариса Василівна          | 04.11.2010            | середня спеціальна | позапартійна           | Смілянський дитячий будинок-інтернат, медична сестра                                             |
| 29                          | Марченко Василь Васильович      | 04.11.2010            | середня            | позапартійний          | пенсіонер                                                                                        |

## Природно-заповідний фонд
На землях сільради розташовано заказник місцевого значення Ірдинське болото.